# Pisum abyssinicum
Pisum abyssinicum là một loài thực vật có hoa trong họ Đậu. Loài này được A.Braun miêu tả khoa học đầu tiên.